# Antonia Pozzi
Antonia Pozzi (13 de febrero de 1912-3 de diciembre de 1938) fue una poeta italiana.

## Biografía
Antonia Pozzi nació en 1912 en Milán. Era hija del abogado Roberto Pozzi y la condesa Lina Cavagna Sangiuliani di Gualdana. 
Entró en la escuela secundaria Manzoni en 1922. Tuvo un romance con su maestro de Clásicos en la escuela Manzoni, Antonio María Cervi. La relación terminó en 1933, posiblemente debido a la intervención de sus padres. En 1930 se matriculó en la Facultad de Filología de la Universidad de Milán, donde se hizo amiga del poeta Vittorio Sereni y otros escritores de su propia generación. En 1935, obtuvo una licenciatura en Literatura y realizó  la tesis sobre Gustave Flaubert . 
Antonia Pozzi  había comenzado a escribir poesía cuando era adolescente. Llevaba un diario, escribía cartas y tomaba fotografías, registrando sus estudios y viajes, así como sus sentimientos. Su casa y su biblioteca personal estaban en la villa familiar en Pasturo, al pie de las montañas Grigna en Lombardía. En su madurez planeó escribir una novela histórica ambientada en Lombardía. 
El 2 de diciembre de 1938, tras un intento de suicidio con barbitúricos, fue encontrada inconsciente en una zanja frente a la abadía de Chiaravalle, un suburbio de Milán; murió al día siguiente y fue enterrada en el pequeño cementerio de Pasturo. La familia se negó a admitir que fue un suicidio, atribuyendo su muerte a la neumonía. La voluntad de Antonia fue destruida por su padre. A pesar de ello, sus poemas, escritos en cuadernos e inéditos antes de su muerte, también fueron editados por él para su publicación. 
Pozzi es considerada como una de las voces más originales de la literatura italiana moderna. En su vida, escribió 300 poemas, todos publicados póstumamente después de su muerte en 1938, a los 26 años. Aunque Pozzi no obtuvo reconocimiento por su trabajo en su propia vida, sus poemas se publicaron muchas veces en Italia y se tradujo a varios idiomas.

## Trabajos
- Libertad condicional. Liriche , Milano, Mondadori, 1939 (edizione originale postuma, con 91 poesie)
- Flaubert La formazione letteraria (1830-1856) , con una premessa di Antonio Banfi, Milano, Garzanti, 1940 (tesi di laurea).
- Libertad condicional. Diario di poesia (1930-1938) , Milano, A. Mondadori, 1943 (seconda edizione, con 157 poesie).
- Libertad condicional. Diario di poesia , Prefazione di Eugenio Montale, Milano, A. Mondadori, 1948 (terza edizione, con 159 poesie); 1964 (quarta edizione, con 176 poesías).
- La vita sognata ed altre poesie inedite, cura di Alessandra Cenni e Onorina Dino, Milano, Scheiwiller, 1986.
- Diari, cura de Onorina Dino e Alessandra Cenni, Milano, Scheiwiller, 1988.
- L'età delle parole è finita. Lettere (1925-1938) , cura di Alessandra Cenni e Onorina Dino, Milano, R. Archinto, 1989.
- Parole, una cura di Alessandra Cenni e Onorina Dino, Milano, Garzanti, 1989.
- A. Pozzi - V. Sereni, La giovinezza che non trova scampo. Poesie e lettere degli anni Trenta, cura de Alessandra Cenni, Milano, Scheiwiller, 1995.
- Mentre tu dormi le stagioni passano ..., cura de Alessandra Cenni e Onorina Dino, Milano, Viennepierre, 1998.
- Poesia, mi confesso con te. Ultimate poesie inedite (1929-1933) , cura di Onorina Dino, Milano, Viennepierre, 2004.
- Nelle immagini l'anima. Antología fotográfica , cura di Ludovica Pellegatta e Onorina Dino, Milano, Àncora, 2007.
- Diari e altri scritti, Nuova edizione a cura di Onorina Dino, note ai testi e postfazione di Matteo M. Vecchio, Milano, Viennepierre, 2008.
- A. Pozzi - T. Gadenz, Epistolario (1933-1938), cura di Onorina Dino, Milano, Viennepierre, 2008.
- Le Madri-Montagne. Poesía (1933-1938) , cura di Carla Glori, Foggia, Bastogi, 2009.
- Tutte le opere, cura di Alessandra Cenni, Garzanti, Milano, 2009.
- Poesia che mi guardi, cura di Graziella Bernabò e Onorina Dino, Roma, Luca Sossella, 2010.
- Guardami: sono nuda, cura di Simona Carlesi, Florencia, Barbès, 2010.
- Soltanto en sogno. Letra y fotografía de Dino Formaggio , cura di Giuseppe Sandrini, Verona, Alba Pratalia, 2011.
- Lieve offerta. Poesía y prosa , cura di Alessandra Cenni e Silvio Raffo, Milano, Bietti, 2012.
- Poesie pasturesi, Missaglia, Bellavite, 2012.
- Ti scrivo dal mio vecchio tavolo. Lettere (1919-1938) , cura di Graziella Bernabò e Onorina Dino, Milano, Àncora, 2014.
- Nel prato azzurro del cielo, cura di Teresa Porcella, illustrazioni di Gioia Marchegiani, Firenze, Motta Junior, 2015.
- Libertad condicional. Tutte le poesie , cura di Graziella Bernabò e Onorina Dino, Milano, Àncora, 2015.
- Le mimose di Antonia, Milano, Àncora, 2016.
- Nei sogni bisogna crederci, Napoli, Paolo Loffredo, 2016.

### Traducciones en otros idiomas
- Tag für Tag. Ein dichterisches Vermächtnis tr. E. Wiegand Junker, Viena, Amandus Verlag, 1952.
- Treinta poemas, tr. M. Roldán, Madrid, Rialp, 1961.
- Aliento. Poemas y Letras tr. L.Venuti, Middletown, CN, Wesleyan University Press, 2002. ISBN 978-0-8195-6544-0
- Worte, tr. S. Golisch, Salzburgo-París, Tartin, 2005. ISBN 978-3-902163-23-3
- Libertad condicional / Worte, tr. G. Rovagnati, Gotinga, Wallstein Verlag, 2008. ISBN 978-3-8353-0348-5
- La ruta del mourir, tr. P. Reumaux, Rouen, Librairie Elisabeth Brunet, 2009. ISBN 978-2-910776-21-3
- L 'oeuvre ou la vie. «Mots» , traducción y notas por Ettore Labbate, Bern, P. Lang, 2010.
- Poemas, tr. P. Robinson, Richmond (Londres), Oneworld Classics Ltd, 2011. ISBN 978-1-84749-185-5
- Morte de uma estação, Selección y traducción de Inês Dias, Lisboa, Averno, 2012.
- Palabras, Selección y traducción de Carlos Vitale. Las nueve musas ediciones 2020 ISBN 979-8623168443
- Espaiosa tardor. Selecció i traducció Marta Nin. Godall Edicions, 2021.  ISBN 13: 978-84-123072-1-4